# Haplocanthosaurus
Haplocanthosaurus („Ještěr s jedním ostnem“) byl rod sauropodního dinosaura, který žil v pozdně jurském období (asi před 156 až 151 miliony let) na území dnešního státu Colorado v USA. Byl zřejmě sesterským taxonem kladu Diplodocimorpha.

## Popis
Byl zřejmě příbuzný jiného sauropodního dinosaura rodu Cetiosaurus. Živil se pravděpodobně okusováním listí a větviček z vysokých stromů a cykasů. Haplocanthosaurus patřil k velkým dinosaurům s délkou těla až kolem 21,5 metru (podle jiných odhadů však byl dlouhý "jen" 14,8 až 16 metrů a dosahoval hmotnosti kolem 13 000 kilogramů).

## Objevy

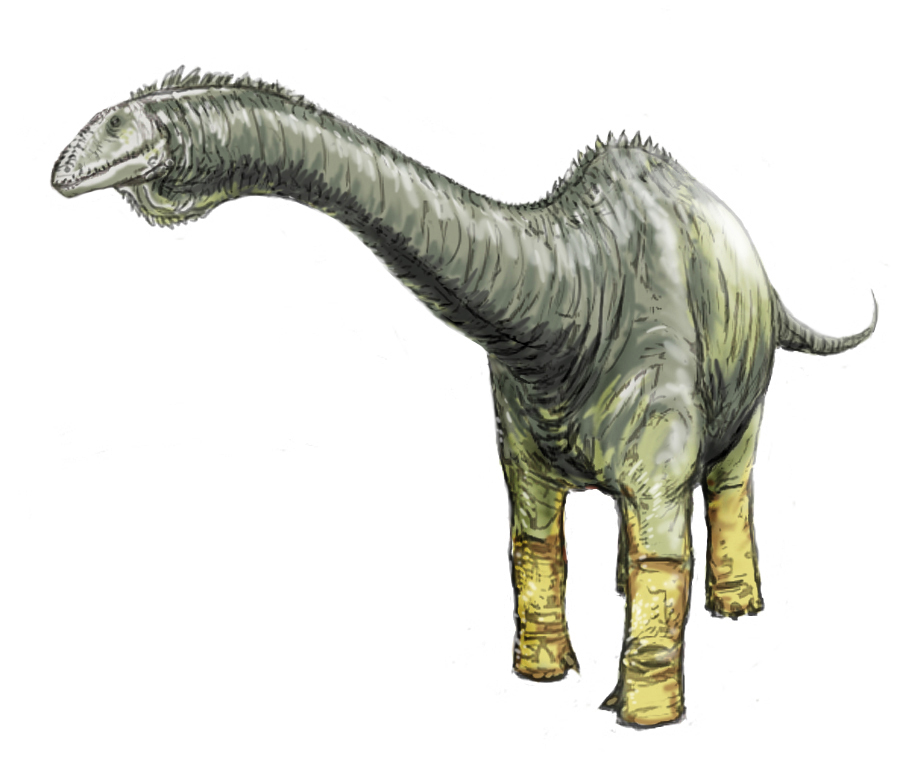
Haplocanthosaurus - rekonstrukce vzezření

Dnes známe dva druhy tohoto rodu, typový H. delfsi a H. priscus, jejichž kostry byly objeveny bez zachované lebky. Oba nálezy pocházejí z Morrisonského souvrství a prvním jejich objevitelem byl mladý student Edwin Delfs. Taxonomie sauropodů z lokality Dry Mesa i z celého souvrství Morrison je nicméně stále značně komplikovaná.
U tohoto sauropoda byly objeveny extrémně silné (robustní) meziobratlové ploténky, jejichž přesná funkce zatím není známá.

### Česká literatura
- SOCHA, Vladimír (2021). Dinosauři – rekordy a zajímavosti. Nakladatelství Kazda, Brno. ISBN 978-80-7670-033-8 (str. 92)